# Plenodomus meliloti
Plenodomus meliloti är en svampart som beskrevs av Dearn. & Sanford 1930. Plenodomus meliloti ingår i släktet Plenodomus och familjen Leptosphaeriaceae.   Inga underarter finns listade i Catalogue of Life.